# نینکه کینگما
نینکه کینگما (انگلیسی: Nienke Kingma؛ زادهٔ ۱۲ فوریهٔ ۱۹۸۲) قایقران روئینگ اهل پادشاهی هلند است.